# Sympistis nigricata
Sympistis nigricata là một loài bướm đêm trong họ Noctuidae.